# Biskupin (Gąsawa)
Biskupin (1939–1945 Urstätt) ist ein Dorf in der Stadt-Land-Gemeinde Gąsawa im Powiat Żniński der Woiwodschaft Kujawien-Pommern in Polen.

## Geographie
Biskupin liegt sieben Kilometer südlich von Żnin am Westufer des von der Gąsawka durchflossenen Sees Jezioro Biskupińskie (Biskupiner See). Am östlichen Ortsrand verläuft die Żnińska Kolej Powiatowa. Einen knappen Kilometer östlich befindet sich das Archäologische Museum Biskupin.
Nachbarorte sind Skarbienice und Wenecja im Norden, Dolna Wenecja im Nordosten, Godawy im Osten, Łysinin und Gąsawa im Südosten, Marcinkowo Górne im Süden, Marcinkowo Dolne im Südwesten, Czewujewo im Westen sowie Gogółkowo im Nordwesten.

## Geschichte
Etwa zwischen 700 und 400 v. Chr. bestand auf einer Insel am Südufer des Jezioro Biskupińskie eine große befestigte Siedlung.
Durch die erste Teilung Polens kam Biskupin 1772 an Preußen. Während der Napoleonischen Zeit wurde das Dorf 1807 Teil des Herzogtums Warschau, wurde aber vom Wiener Kongress 1815 erneut Preußen zugesprochen. Ab 1887 gehörte das Dorf zum Kreis Znin. Am 1. Juli 1894 nahmen die erste Strecke der Zniner Kreisbahn von Znin über Biskupin Dorf nach Schelejewo sowie die von Biskupin Abzweig nach Rogowo weiterführende Strecke den Verkehr auf. Im Jahre 1919 kam das Dorf nach Posener Aufstand und Versailler Vertrag zurück an Polen. 1933 wurden am Südufer des Sees Reste der prähistorischen Siedlung entdeckt, im Jahr darauf begannen die Ausgrabungen. Nach dem Überfall auf Polen 1939 und der völkerrechtswidrigen Angliederung an das Deutsche Reich wurde Biskupin in Urstätt umbenannt und gehörte bis zum Ende des Zweiten Weltkrieges zum Landkreis Dietfurt (Wartheland). Zum Ende des Zweiten Weltkriegs wurde die Region von der Roten Armee besetzt und ist seitdem wieder polnisch.

## Sehenswürdigkeiten
- Rekonstruktion des prähistorischen Dorfes als Freilichtmuseum
- Schmalspurige Museumsbahn
- Burgruine Wenecja, nordöstlich des Dorfes